# Cryptus tibetanus
Cryptus tibetanus är en stekelart som beskrevs av Kokujev 1909. Cryptus tibetanus ingår i släktet Cryptus och familjen brokparasitsteklar. Inga underarter finns listade i Catalogue of Life.